# Рзаева, Гаваханум Аббас кызы
Гаваханум Аббас кызы Рзаева (азерб. Havvaxanım Abbas qızı Rzayeva; 1910, Джебраильский уезд — ?) — советский азербайджанский хлопковод, Герой Социалистического Труда (1951).

## Биография
Родилась в 1910 году в Джебраильском уезде Елизаветпольской губернии (ныне Физулинский район Азербайджана).
В 1935—1945 годах — колхозница колхоза имени 26 бакинских комиссаров Карягинского района, с 1945 года — звеньевая колхоза имени Герая Асадова Ждановского района Азербайджанской ССР. В 1950 году получила урожай хлопка 67,7 центнеров с гектара на площади 11 гектаров.
Указом Президиума Верховного Совета СССР от 6 октября 1951 года за получение высоких урожаев хлопка в 1950 году на поливных землях Рзаевой Гаваханум Аббас кызы присвоено звание Героя Социалистического Труда с вручением ордена Ленина и золотой медали «Серп и Молот».
С 1963 года — пенсионер союзного значения.